# رولف شتاينر
رولف شتاينر Rolf Steiner (و.3 يناير 1933 - ) جندي ومرتزق ألماني شارك في حرب الجزائر وحرب بيافرا والحرب الأهلية السودانية الأولى حيث ألقي القبض عليه وبعد العفو عنه ذهب للمشاركة في الحرب الأهلية اللبنانية.

## سيرته
انضم في عمر السابعة عشر إلى الفيلق الأجنبي الفرنسي. فحارب في حرب الهند الصينية ثم في حرب الجزائر. وفي سنة 1959، أصيب بالسل، فترك الفيلق الأجنبي لأجل غير مسمى. تزوج أول مرة عام 1963، وقضى بعض الوقت مع زوجته في گرنوبل ثم نيس. إلا أنه لم يتحمل الحياة المدنية.
عمل لاحقاً في المنظمة الإرهابية، منظمة الجيش السري OAS المكونة من المستوطنين الفرنسيين بالجزائر، حيث تعامل بالمتفجرات البلاستيكية وعمليات قذرة أخرى. وبعد استقلال الجزائر، قابل ممثلين لقبائل الإيبو للمشاركة في حرب بيافرا في عام 1967. إلا أنه ترك ميدان القتال بعد تنفيذ عقده الأولي لمدة ستة أشهر بسبب إصابته بانهيار عصبي. ثم عمل بعد ذلك مستشاراً للمتمردين في جنوب السودان في الحرب الأهلية السودانية الأولى. وقد ألقي القبض عليه في 1971 في أوغندا، قبيل مجيء عيدي أمين للحكم، وتم تسليمه إلى السودان. وهناك حوكم كأول مرتزق أبيض يـُلقى القبض عليه، ثم حـُكِم عليه بالإعدام، ثم خفف الحكم إلى 20 سنة، ثم أطلِق سراحه بعد 3 سنوات لأسباب قيل أنها طبية. وعاد إلى ألمانيا حيث قيل أنه تقاعد، ونشر مذكراته، بعنوان «آخر مغامرة». ثم ذهب للقتال في الحرب الأهلية اللبنانية بجانب ميليشيات حزب الكتائب اللبناني.